# Гостиный двор (Кунгур)
Гости́ный двор (1865—1867 гг.) — здание на Соборной площади (в советские времена «площади Пугачёва»), один из символов купеческого Кунгура.

## История
Гостиный двор Кунгура иногда именуют круглым магазином, хотя на самом деле он имеет восьмиугольную форму. В 1845 году чиновник особых поручений Шаповалов разработал первый проект здания. В дальнейшем этот проект был переделан архитектором Р. И. Карвовским. Строительство здания курировал городской архитектор Н. А. Воскресенский.
Планировка Гостиного двора являлась традиционной: двухэтажное здание, выстроенное из кирпича, представляет собой замкнутый многоугольник со скошенными углами, и по его периметру размещались торговые ряды, склады, магазины, ледники. Длина здания 85,5 м, ширина с галереей 15,5 м, высота 8,7 м. Проезды во внутренний двор выполнены в виде арок большого размера. Снаружи около торговых помещений устроена крытая галерея, которая прерывается порталами входов во внутренний двор, который некогда использовался для продажи кустарных изделий.
Здание Гостиного двора дошло до настоящего времени без крупных изменений и представляет собой один из памятников торгового зодчества. По состоянию на 2022 год заброшено и пребывает в аварийном состоянии.

## Галерея

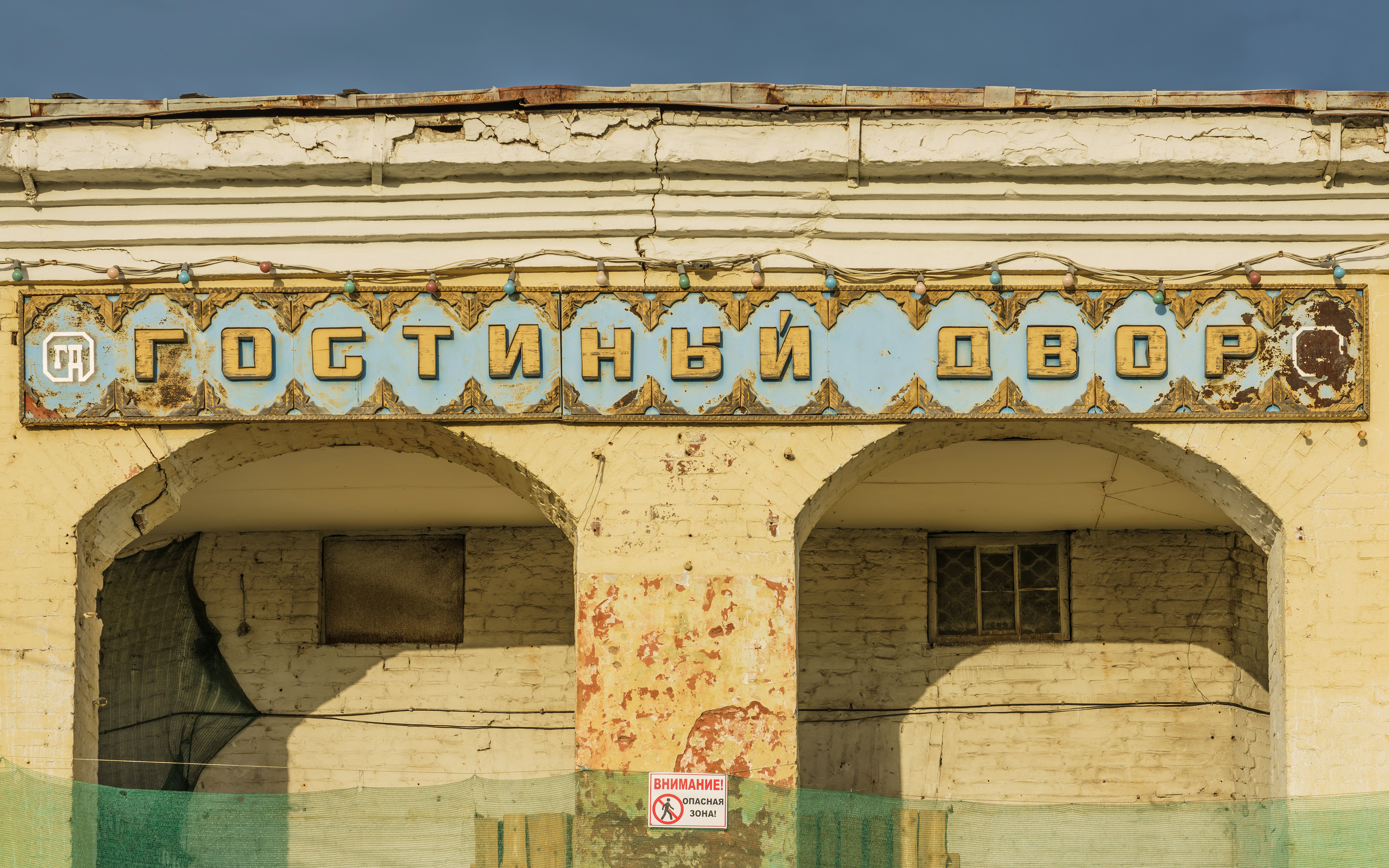
Старая вывеска
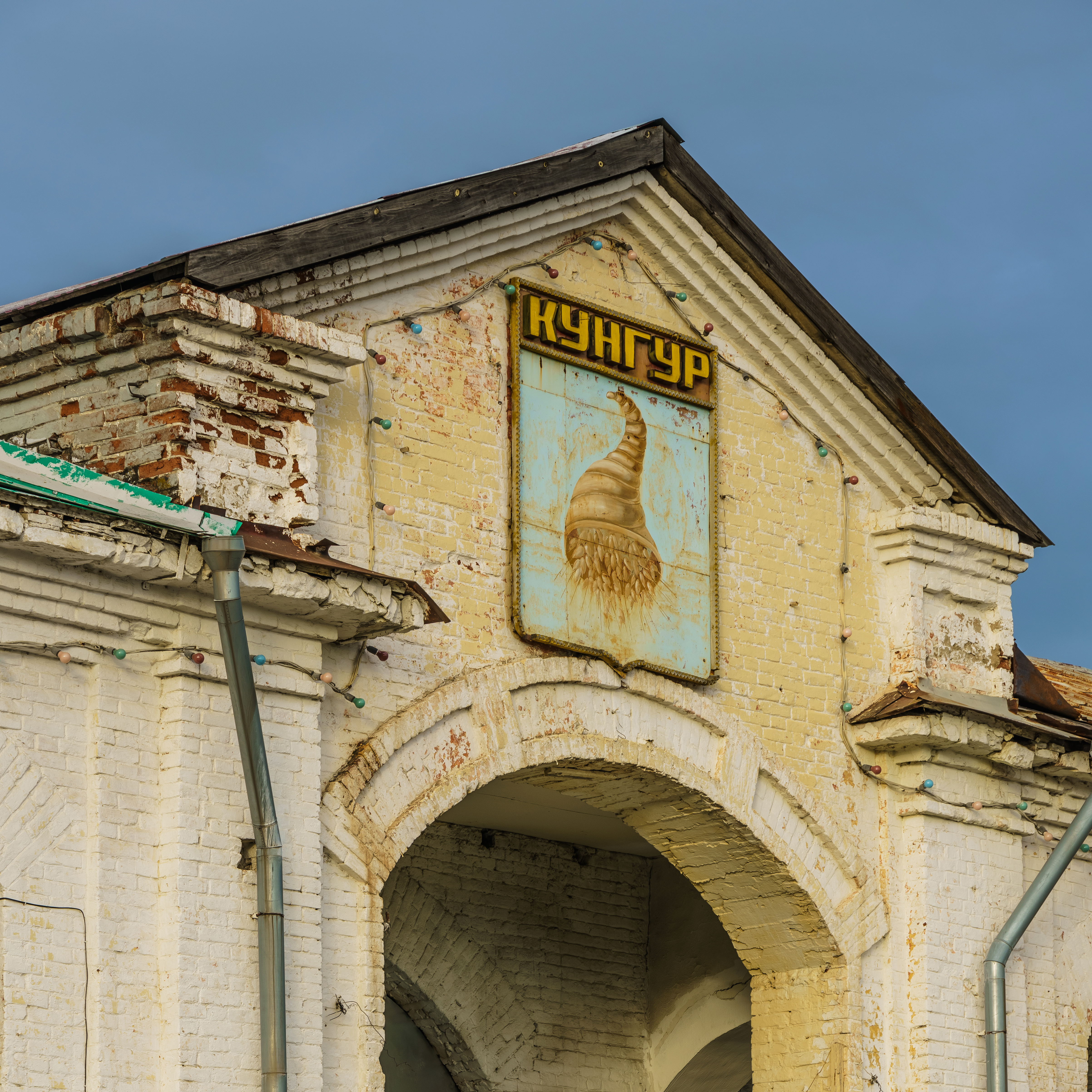
Герб Кунгура на фасаде
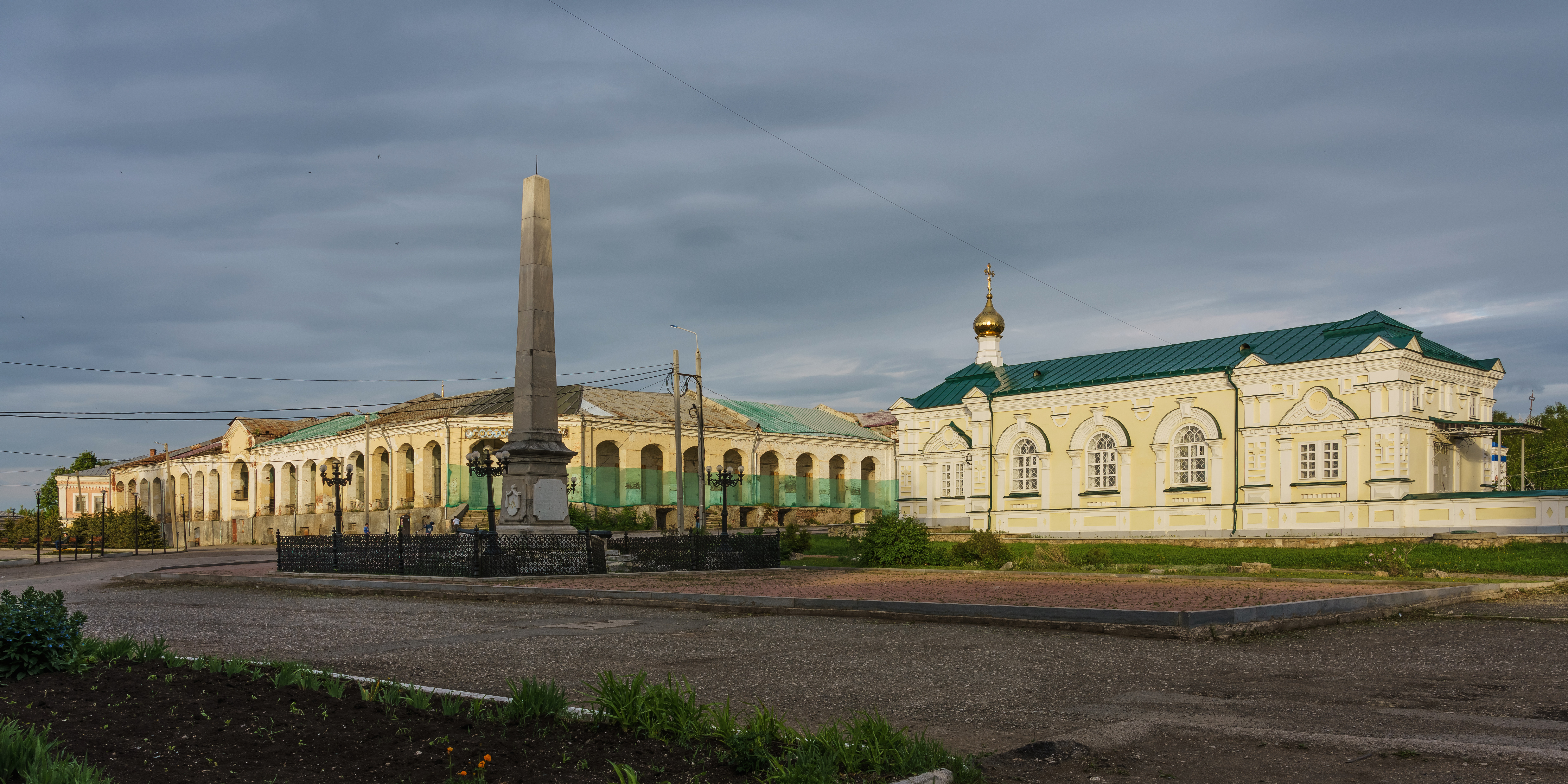
Ансамбль Соборной площади Кунгура: Гостиный двор, обелиск от войск Пугачёва, Малая Алексеевская церковь
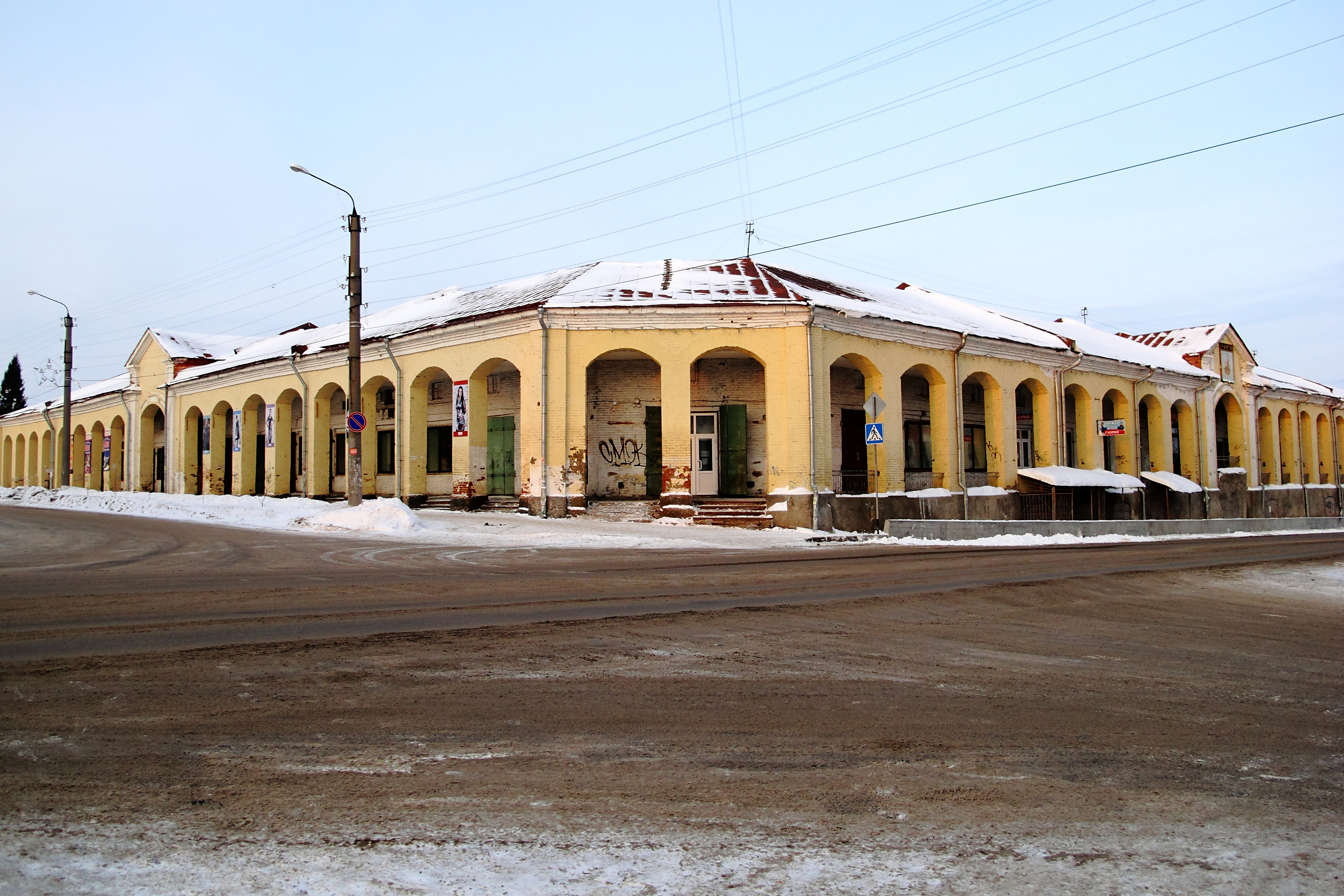
Ещё частично не заброшенный Гостиный двор в 2012 году